# Bo Andersson (företagsledare)
Bo Inge Andersson, född 16 oktober 1955 i Falkenberg, är en svensk företagsledare. 
Bo Andersson utsågs till VD för UzAuto Motors och UzAuto Motors Powertrain - de största dotterbolagen till UzAvtoSanoat - i augusti 2021. UzAvtoSanoat ägs av Uzbekistans regering och tillverkar Chevrolet-bilar under ett avtal med General Motors (GM).
Från juli 2017 till och med april 2021 var Andersson VD för Yazaki Europe & Afrika och tillade titeln som VD och koncernchef för Yazaki North America & Central America i mars 2018, med ansvar för 129 platser i 28 länder, 140 000 anställda, och med en omsättning över 8 miljarder dollar.
Bo Anderssons karriär före Yazaki inkluderade roller som inköpschef på SAAB, chef för Global Purchasing & Supply Chain på General Motors, VD för ‘turn-around’ av GAZ Group, och den första icke-ryska VD på Avtovaz. Bo Andersson var också VD för Bo Group Enterprises.

## Biografi
Bo Andersson växte upp i södra Sverige. Han utbildade sig inom Försvarsmakten, där han uppnådde majors grad. Han har en kandidatexamen från Stockholms universitet och har gått igenom Advanced Management Program (AMP) på Harvard Business School.

### General Motors
År 1987 gick han över till fordonsindustrin och blev 1990 inköpschef på Saab Automobile. År 1993 blev han engagerad inom Saabs ägare General Motors (GM) och blev chef inom dess inköpsfunktion, från 1997 som inköpschef för Europa och flyttade till Tyskland. År 2001 blev han del av GM:s ledningsgrupp som global chef för inköp och efter att även ha fått ansvar för logistik blev han 2009 avslutade han Vice President of Global Purchasing and Supply Chain.

### GAZ Group
Bo Andersson 
blev 2009 rådgivare till Oleg Deripaska, en rysk företagsledare som bland annat äger GAZ Group där han blev utnämnd till VD 7 augusti 2009. GAZ förlorade stora summor pengar varje år och som nyutnämnd VD var hans primära mål att vända företaget till lönsamhet. Under sina fem år på GAZ lyckades han vända en förlust om 30,5 miljarder 2008 till en vinst om 8,8 miljarder rubel 2012. Vinstförbättringen var bland annat ett resultat av att 50 000 personer sades upp från bolaget. Andra viktiga förklaringar till GAZ förbättrade resultat var lanseringen av GAZelle Next och en fyrfaldig förbättring i produktivitet.

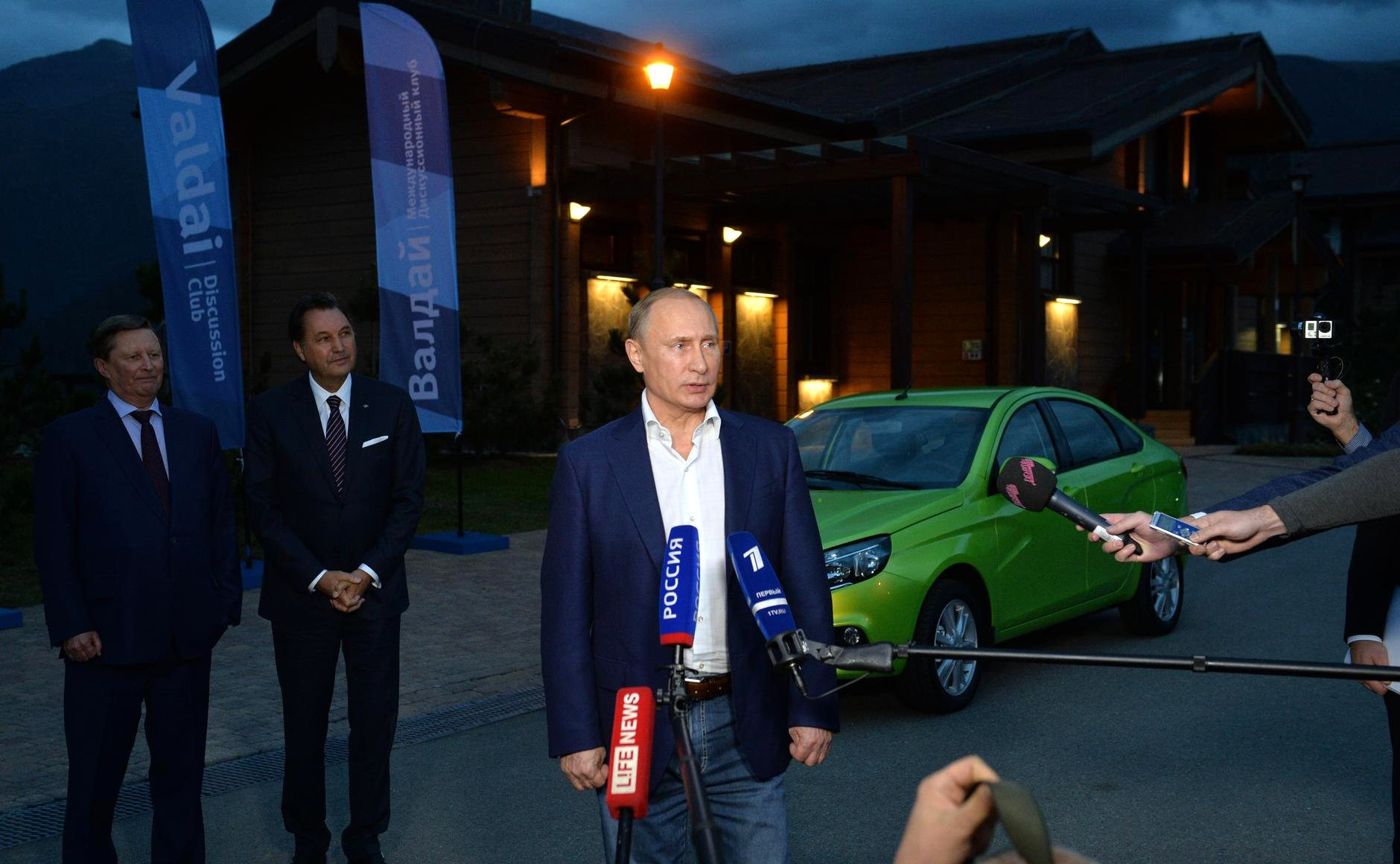
Vladimir Putin, Bo Andersson och Sergey Ivanov efter testkörning av Lada Vesta - oktober 2015

### AvtoVAZ
Den 5 november 2013 blev Andersson VD för Rysslands största biltillverkare AvtoVAZ. De producerar bilar under det traditionella varumärket Lada och hade vid tiden problem med vikande marknadsandelar. Målet med nya VD-jobbet blev att stärka Lada som varumärke.  Under de första två åren som VD lanserade bolaget 14 nya fordon (sex under egna varumärket 'Lada' och åtta som producerades åt Renault och Nissan).  Under 2015 lanserade AVTOVAZ Lada Vesta och Lada XRAY. Båda lanseringarna var framgångsrika och i januari 2016, två månader efter lansering, var Vesta en av de tio mest sålda bilarna i Ryssland. Lada Vesta var också den första modellen i Ladas historia att få högsta betyget i Avtoviews krocktest.
År 2015 nominerades Andersson till ”Person of the Year” of den ryska tidningen Vedomosti för att han hade "Transformed a giant governmentally owned enterprise into a regular plant producing decent cars.”
Från 4 april 2016 var Andersson VD på Bo Group Enterprises.

### YAZAKI
Bo Andersson utsågs 2017 till styrelseordförande i YAZAKI Europe, som är en japansk komponenttillverkare för bilindustrin med fler än 300.000 anställda globalt. Året därpå utsågs han till VD och koncernchef för Yazaki North & Central America.

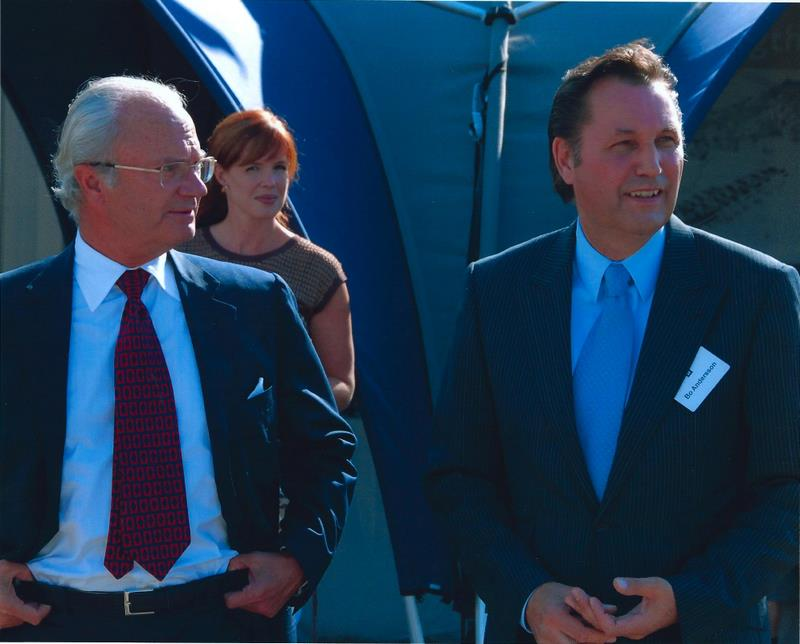
Bo Andersson med Kung Carl XVI Gustaf

## Utnämningar
- "TOP-5 AUTO" i kategorin "Auto person of the Year" för hans insatser i den ryska bilindustrin 2015[11]
- Nominerad till “Professional of the Year 2015” av Vedomosti år 2015[12]
- Hedersmedborgare i Nizhny Novgorod av Duman of Nizhny Novgorod år 2013[13]
- Distinguished Service Citation av Automotive Hall of Fame (Detroit) år 2013[14]
- Svensk Honorärkonsul i Nizhny Novgorod år 2012[15]
- Automotive Supply Chain Outstanding Achievements Award av Automotive Supply Chain år 2012[16]
- Automotive Executive of the Year i Ryssland av Adam Smith Institute år 2011[17]
- Emerging Market Executive Eurostar av Automotive News Europe år 2011[18]
- Best Executive leader of 2010 av Adam Smith Institute år 2010[19]
- Best Market Newcomer av Adam Smith Institute år 2009[20]